# Stadtkreis Swetly
Der Stadtkreis Swetly (administrativ-territorial: russisch Город областного значения Светлый (Stadt von Oblastbedeutung Swetly), „munizipal“: russisch Светловский городской округ (Stadtkreis Swetly)) ist eine Verwaltungseinheit in der russischen Oblast Kaliningrad. Sein Verwaltungssitz ist die Stadt Swetly.
Der Stadtkreis liegt am Frischen Haff im Süden des Samlandes. Im Westen und Norden grenzt er an den Rajon Selenogradsk, im Osten an die Stadt Kaliningrad.

## Siedlungen
Der Stadtkreis umfasst außer der Stadt Swetly weitere zehn Siedlungen.
| Ortsname                         | deutscher Name                   |
| -------------------------------- | -------------------------------- |
| Bobrowo (Боброво)                | Kobbelbude                       |
| Ischewskoje (Ижевское)           | Widitten                         |
| Kremnjowo (Кремнёво)             | Groß Blumenau und Klein Blumenau |
| Ljublino (Люблино)               | Korniten und Seerappen           |
| Pestschanoje (Песчаное)          | Dorotheenhof                     |
| Schipowka (Шиповка)              | Bahnhof Powayen                  |
| Tscherepanowo (Черепаново)       | (Adlig) Powayen                  |
| Wessjolowka (Весёловка)          | Bärwalde                         |
| Wolotschajewskoje (Волочаевское) | Marschenen                       |
| Wsmorje (Взморье)                | Groß Heydekrug (Großheidekrug)   |

## Geschichte
Nachdem die Stadt Swetly zunächst noch von Kaliningrad aus verwaltet worden war, bekam sie am 1. Februar 1963 den Status einer "Stadt von Oblastbedeutung". Dem Swetler Stadtsowjet wurde auch die Stadt Primorsk mit den Siedlungen Beregowoje, Lunino, Popowka (Legehnen) und Upreschnoje (Kalkstein) unterstellt. Seit Anfang der 1970er Jahre wurden auch die Siedlungen Wsmorje und Spasskoje (Kaporn) von Swetly aus verwaltet.  Am 6. Juni 1991 wurde der Dorfsowjet Wolotschajewski selski Sowet aus dem Rajon Gurjewsk ausgegliedert und dem Swetler Stadtsowjet unterstellt.
Im Jahr 1994 wurden die von der Stadt Swetly verwalteten Bereiche zum Stadtkreis Swetly zusammengefasst. Die Stadt Primorsk und die Siedlungen Beregowoje und Lunino wurden allerdings in den im gleichen Jahr gebildeten Stadtkreis Baltijsk eingegliedert. Im Jahr 1997 wurde der Stadtkreis in Hinsicht auf die kommunale Selbstverwaltung als "munizipale Bildung" charakterisiert.  Auf einer neuen Gesetzesgrundlage der Russischen Föderation bekam der Stadtkreis als kommunale Selbstverwaltungseinheit im Jahr 2004 erneut den Status eines Stadtkreises.

### Einwohnerentwicklung
| Jahr | Einwohner |
| ---- | --------- |
| 2010 | 27.622    |
| 2021 | 27.606    |

### Funktionsträger

#### Vorsitzende
- (1991–)1994: Oleg Georgijewitsch Maklygin (Олег Георгиевич Маклыгин)
- 1995–2009: Alexandr Andrejewitsch Grigorjew (Александр Андреевич Григорьев)
- 2009–2010: Sergei Nikolajewitsch Ljutarewitsch (Сергей Николаевич Лютаревич)
- seit 2010: Sergei Wiktorowitsch Bews (Сергей Викторович Бевз)

#### Verwaltungschefs
sofern nicht gleichzeitig Vorsitzende
- 2010–2015: Sergei Nikolajewitsch Ljutarewitsch (Сергей Николаевич Лютаревич)
- seit 2015: Alexandr Leonidowitsch Blinow (Александр Леонидович Блинов)